# Сражение при Добром
Сражение при селе Добром, по западным источникам сражение при Молятичах (швед. Slaget vid Malatitze) — сражение Северной войны, состоявшееся у села Доброе близ Молятичей 30 августа (10 сентября) 1708 года (31 августа по шведскому календарю) между русскими и шведскими авангардами.

## Предыстория
После победы при Головчине 3 (14) июля 1708 года шведский король Карл XII занял Могилёв, переправился через Днепр, но дойдя до Черикова, неожиданно повернул на север к Мстиславлю. 8 сентября он остановился на ночлег на правом берегу протекающей с запада на восток реки Чёрная Натопа, у деревни Молятичи. Напротив, на левом берегу протекающей параллельно реки Белая Натопа, у села Доброе, расположились главные силы русской армии. От них к Горкам была выдвинута одна пехотная дивизия в качестве заслона от корпуса А. Л. Левенгаупта, двигающегося с обозом от Риги.
Вследствие острой нехватки продовольствия, а также невыгодных свойств местности (небольшие поляны, разделённые болотами) Карлу XII пришлось отказаться от сосредоточенного расположения, которого требовала близость противника (6—7 км). Правая колонна шведской армии (Вестерботтенский, Скараборгский, Енчëпингский, Нерке-Вермландский пехотные полки и Естгëтский кавалерийский полк, всего до 5 тысяч человек) под началом генерал-майора К. Г. Рооса расположились в 3 км от главного лагеря. При этом перед фронтом колонны находилась плотина через реку Чёрная Натопа, а сама река поворачивала к северу.
Имея точные данные о расположении шведской армии и об отдалении корпуса Рооса от главных сил, Пётр I решил воспользоваться ситуацией и нанести ему частное поражение. Для нападения были назначены два отряда: генерал-майора князя М. М. Голицына (8 пехотных батальонов: Преображенский, Семёновский, Ингерманландский, Астраханский, Киевский, Нарвский, Шлюссельбургский и Гренадерский) и генерал-лейтенанта Г. К. Флуга (30 кавалерийских эскадронов). Первый должен был атаковать противника с фронта, а второй обойти его с левого фланга. Предполагалось подойти к расположению шведов ночью на 10 сентября и с рассвета атаковать.
Отряд Рооса расположился на тесной поляне, в особенно неудобном положении находилась конница, не имеющая возможности двигаться. Карл XII намеревался перевести его в другое место, но нападение русских войск изменило планы короля.

## Сражение
В ночь на 10 сентября князь Голицын с 8-ю батальонами, с помощью проводника перейдя с большими затруднениями, «по груди в воде», обе реки, небольшой приток и ряд болот под прикрытием темноты и тумана, а также сторожевых частей, преграждавших путь шведским разведчикам через плотину, незаметно подошёл к противнику. Оставив 3 батальона для охранения моста через Чёрную Натопу на случай отступления, он с остальными 5-ю батальонами на рассвете (в 6.00) обрушился на Енчëпингский пехотный полк полковника Георга фон Бухвальда, который ввиду наступившего утра собирался расходиться по палаткам. На помощь ему выступил Скараборгский пехотный полк. Генерал—квартирмейстер Юленкрук отмечал:«Неприятель, пользуясь туманом, неожиданно атаковал полк полковника Букваля (Buckvall), который только что хотел разойтись по своим палаткам и в начале нападения потерпел большой урон, пока солдаты не взялись за оружие. Когда же подоспели на помощь прочие полки, неприятель, потеснëнный к болоту, потерял много убитых». Через три часа рукопашного боя шведы были сбиты с позиций. Только опоздание кавалерии Г. К. Флуга к полю боя спасло отряд Рооса от полного истребления.
Получив донесение о прибытии подкреплений, высланных Карлом XII на помощь Роосу, князь Голицын отказался от преследования противника и отошёл за Чёрную Натопу.

### Оценка
Обе стороны заявили о своей победе: шведам удалось отбить нападение русских войск, русским — нанести поражение отряду К. Г. Рооса.
Особенности сражения:
- Изолированное положение шведского корпуса К. Г. Рооса.
- Неудачный состав русского отряда, когда в болотистой местности кавалерии было выделено больше, чем пехоты.
- Неудачное направление русской атаки со стороны села Доброе: Голицыну пришлось совершить две переправы, тогда как при атаке со стороны деревни Березка ниже слияния рек Чёрная и Белая Натопа пришлось бы переправляться только через Белую Натопу по заранее построенному мосту[1].

В то же время М. М. Голицын проявил большое искусство, когда прекратил бой, нанеся поражение корпусу К. Г. Рооса и избежав столкновения с главными силами Карла XII.

## Потери
Согласно письму Петра I к Ромодановскому, потери русских войск составили 1566 человек: 375 человек убитыми и 1191 ранеными. Шведы потеряли 6 знамён (в некоторых источниках также упоминаются 3 пушки) и 1020 человек: около 300 человек убитыми и 700 ранеными.
По другим данным, потери составили: русских — 200 убитыми и более 1 тысячи ранеными, шведов — от 1 до 2 тысяч убитыми и ранеными, 6 знамён.
Б. Н. Григорьев сообщает, что убитыми шведские потери составили до 300 человек, а ранеными — от 500 до 750. Шведский историк Лильегрен оценивает русские потери в 700 человек убитыми и 2000 ранеными. Как писал Адлерфельд, русские перебили 261 чел. рядовых и 750 ранили. Красиков оценивает шведские потери в 1020 чел. убитыми и ранеными (270 убито и 750 ранено), а также сообщает о 6 потерянных знамёнах и 3 пушках.
Из 648 участвовавших в бою преображенцев было убито, ранено и пропало без вести две трети - 438 чел., невредимыми вернулись только 210 солдат.

## Последствия
Бой не отразился на общем положении дел на театре войны. Однако он являлся первой попыткой русских войск перейти в атаку против войск, возглавляемых самим шведским королём. Бой имел для молодой русской армии громадное моральное значение и сгладил горечь поражения у Головчина. Царь Петр в письме одному из своих дипломатов о сражении при Добром писал:

«Я как начал служить, такого огня и порядочного действия от наших солдат не слыхал и не видал (дай, боже, и впредь так!) и такого ещё в сей войне король шведский ни от кого сам не видал».

В письме Екатерине I он писал:

… «мы вчерашнего утра… на правое крыло короля шведского с осмью баталионами напали и по двачасном огню оного с помоштию Божиею с поля збили, знамёна и протчая побрали. Правда, что я как стал служить, такой игрушки не видал. Аднакож сей танец в [о]чах горячего Карлуса изрядно станцовали».

Царь Пётр за этот подвиг возложил на князя М. М. Голицына орден Святого апостола Андрея Первозванного.